# 결투자들
《결투자들》(영어: The Duellists)은 영국에서 제작된 리들리 스콧 감독의 1977년 역사 전쟁 영화이다. 키스 캐러딘 등이 출연하였고, 데이비드 퍼트넘 등이 제작에 참여하였다.

## 출연진
- 키스 캐러딘
- 하비 카이텔
- 앨버트 피니
- 에드워드 폭스
- 크리스티나 레인스
- 로버트 스티븐스
- 톰 콘티
- 존 매케너리
- 아서 디그넘
- 다이애나 퀵
- 앨런 암스트롱
- 모리스 콜본
- 게이 해밀턴
- 메그 윈 오언
- 제니 러너커
- 앨런 웨브
- 리즈 스미스
- 휴 프레이저
- 피트 포슬스웨이트
- 스테이시 키치

## 기타 제작진
- 협력 제작: 아이버 파월
- 편집 감독: 마이클 브래드셀
- 배역: 메리 셀웨이
- 미술: 피터 J. 햄프턴
- 의상: 톰 랜드
- 음향 편집: 테리 롤링스
- 무술 감독: 윌리엄 홉스
- 조감독: 테리 마셀, 데이비드 윔버리